# Mas Pagès
Mas Pagès és una masiaal poble d'Arenys d'Empordà al municipi de Garrigàs (Alt Empordà).
El mas Pagès, catalogat a l'Inventari del Patrimoni Arquitectònic de Catalunya, és un dels més interessants que hi ha al veïnat del camí de dalt d'Arenys d'Empordà. Es tracta d'un conjunt format per l'annexió de dos cossos principals de planta baixa i dos pisos, arrenglerats a la línia de façana coberts amb teulada a dues vessants.
Les façanes, que es troben recobertes d'arrebossat, tenen una distribució irregular de les obertures, que en general són rectangulars. Com a elements singulars cal esmentar el cos de la dreta que presenta una terrassa al nivell del primer pis, i al cos esquerre una porta principal amb la data del 1793 i reixes a l'exterior de les finestres de la planta noble. El mas Pagès, en el seu aspecte actual, és una construcció del segle xviii, segons constà a la inscripció del 1793 de la porta d'accés de la façana. Tanmateix, aquesta data deu correspondre a una remodelació, ja que el mas és el resultat de l'annexió de diversos cossos d'origen més antic. És una de les mostres més interessants d'arquitectura popular del nucli d'Arenys d'Empordà, i conserva decoració interior característica del segle xviii.